# جو ميرفي (لاعب كرة قدم أمريكية)
جو ميرفي (بالإنجليزية: Joe Murphy)‏ هو لاعب كرة قدم أمريكية أمريكي، ولد في 15 مايو 1897 في كونكورد في الولايات المتحدة، وتوفي في 22 مايو 1940 في مانشستر في الولايات المتحدة.